# Оборотное
Оборотное (устар. Оборотно) — озеро в Псковской области России, находится в Артёмовской волости Невельского района. Площадь поверхности озера — около 0,8 км² (с островами — 0,744 км², без островов — 0,737 км²). Площадь его водосборного бассейна равна 19,9 км² (по другим данным — 2,94 км².). Высота над уровнем моря — 196,6 м.
Озеро находится среди сосново-берёзовых лесов, имеет ромбообразную форму, вытянуто с запада на восток. В центре озера находится небольшой остров. Дно илисто-песчаное. С юга, запада и севера примыкают лесные болота. К югу от озера лежит деревня Усово. Максимальная глубина озера — 5 м, средняя — 2,3 м.
В западную и южную части озера впадают небольшие безымянные ручьи. Из северо-западной части вытекает речка Шестовка — левый приток Бахаревки, впадающей в озеро Завережье.
Ихтиофауна озера включает в себя следующие виды: щука, окунь, плотва, лещ, краснопёрка, густера, щиповка, линь, вьюн, карась; обитает широкопалый рак.